# Inhibiteur de fusion
Un inhibiteur de fusion ou inhibiteur d'entrée est une classe de médicaments antirétroviral intervenant au tout début du cycle de réplication d'un virus, en perturbant la phase de fusion-lyse qui doit en temps normal aboutir à l'intégration du génome virale dans le cytoplasme.

## VIH
Dans la lutte contre le virus de l'immunodéficience humaine (VIH), le premier inhibiteur de fusion à avoir reçu une autorisation de mise sur le marché (AMM) est l'enfuvirtide, qui se fixe sur le glycoprotéine d'enveloppe du VIH la gp41.
Le second inhibiteur à avoir reçu son AMM est le maraviroc, qui perturbe le co-récepteur CCR5 des macrophages qui sont des cibles du VIH. Il n'appartient pas à la classe des inhibiteurs de fusion, qui eux agissent sur le virus, mais à la classe des antagonistes du CCR 5.